# 현대 베라크루즈
현대 베라크루즈는 현대자동차의
준대형 SUV이다.

## 1세대(EN)

### 베라크루즈(2006년10월~2015년10월)

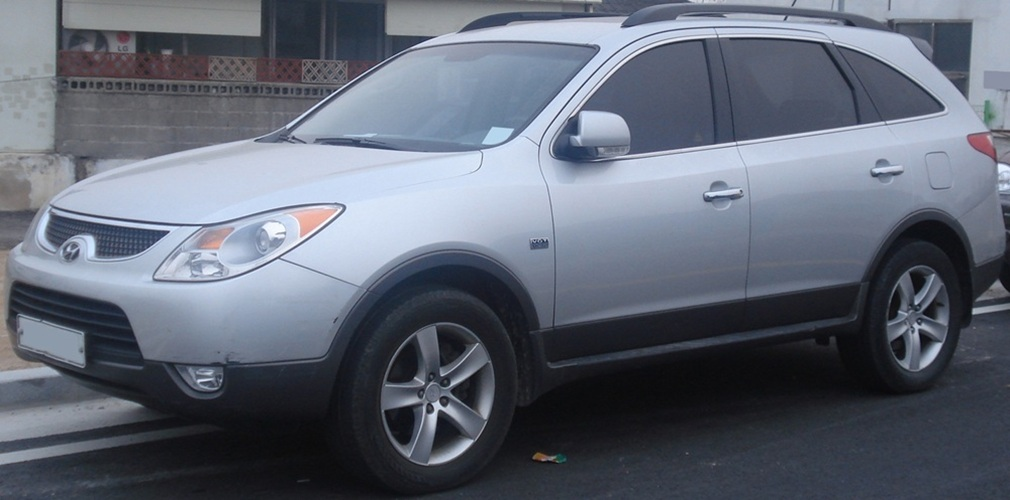
현대 베라크루즈 (전기형) 정측면

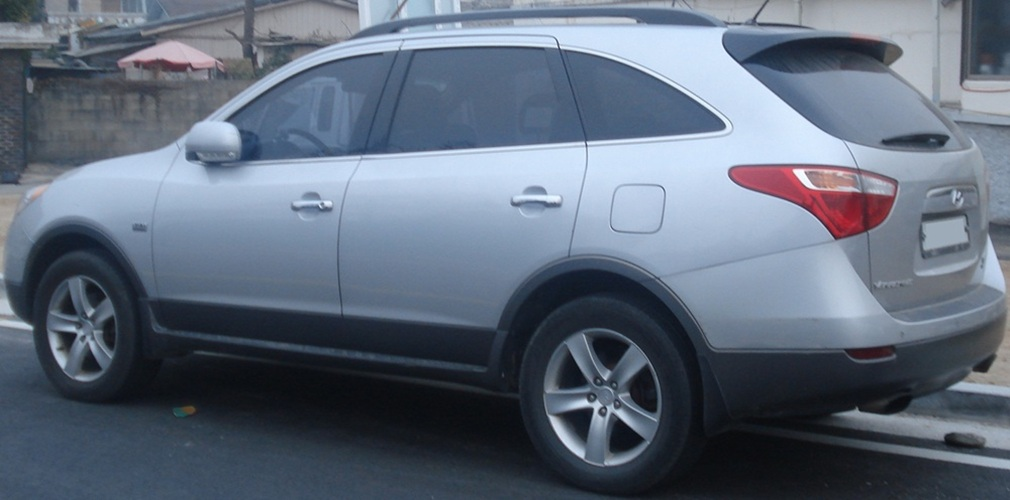
현대 베라크루즈 (전기형) 후측면

대한민국에서는 2006년 8월 11일 차명이 확정되고 10월 12일에 출시되었다. 현대자동차가 북아메리카 고급 SUV 시장을 겨냥하여 개발한 전략 차종이며, 대한민국에서는 테라칸의 단종에 따라 그 빈 자리를 대체하는 차종이기도 하다. 차명은 멕시코의 항구 도시 이름인 베라크루스에서 따왔다. 기존의 테라칸이 갤로퍼의 프레임 차체 구조를 이어받은 정통 SUV를 표방한 것과 달리, 베라크루즈는 싼타페(CM)의 플랫폼을 늘린 모노코크 차체 구조에 LUV(Luxury Utility Vehicle)이라는 컨셉에 맞게 대형 세단의 안락함과 SUV의 활동성을 추구하여 차별화하였다. 엔진은 초기에 240마력의 V6 3.0ℓ S 디젤 엔진이 장착되었다. 2007년 6월 4일에는 V6 3.8ℓ 람다 가솔린 엔진이 추가되었다. 같은 해 10월부터 그리스, 멕시코, 미국에 수출되었고, 2008년 1월에 기아 모하비가 출시되어 대한민국에서 만들어진 준대형 SUV 시장의 경쟁은 쌍용 렉스턴과 함께 3파전 양상을 띄게 되었다. 모하비의 엔진은 베라크루즈와 같은 엔진이나, 후륜구동 기반이라 세로로 배치된 게 다른 점이다. 2008년 11월 7일에 V6 3.0ℓ S 디젤 엔진의 출력이 5마력 높아진 2009년형이 선보였다. 2009년형 베라크루즈는 라디에이터 그릴과 알루미늄 휠 등이 변경되어 유럽 수출용과 같은 모습으로 바뀌었고, 타이어 공기압 경보 장치가 신규 적용되었다. 2009년 7월 7일에 일부 사양이 확대 적용된 2010년형이 선보였고, 2010년 4월 8일부터 차체 자세 제어 장치가 모든 트림에 기본 적용된 2011년형이 선보였다. 2010년 12월부터는 1열 사이드 에어백과 커튼 에어백이 모든 트림에 기본 적용되었다. 2012년 1월 2일에는 V6 3.0ℓ S 디젤 엔진을 대신해 유로 5 기준을 충족하는 V6 3.0ℓ S Ⅱ 디젤 엔진이 적용된 2012년형이 선보였다. 2013년 3월 7일부터 맥스크루즈의 출시에 따라 수출은 중단되어 대한민국 내수용으로만 판매되었으며, 이 때부터 V6 3.8ℓ 람다 가솔린 엔진이 삭제되었다. 2014년 5월 7일에 선보인 2015년형은 알로이 페달, 가죽 키 홀더, 시인성을 높인 신형 내비게이션 등이 적용되었다. 낮은 수익성과 환경부의 규제 강화로 인해 유로 6 규격에 맞춘 정화 장치 탑재가 어려워 2015년 8월에 생산이 중단되었으며, 이후 약 2달간 재고 차량이 판매되다 같은 해 10월 1일에 맥스크루즈와 통합되는 형식으로 단종됐다. 출시초기에는 디자인과 연비 등으로 좋은 평가를 받지 못 했지만 단종후 좋은 평가를 받으며 가치가 재 조명되었다.

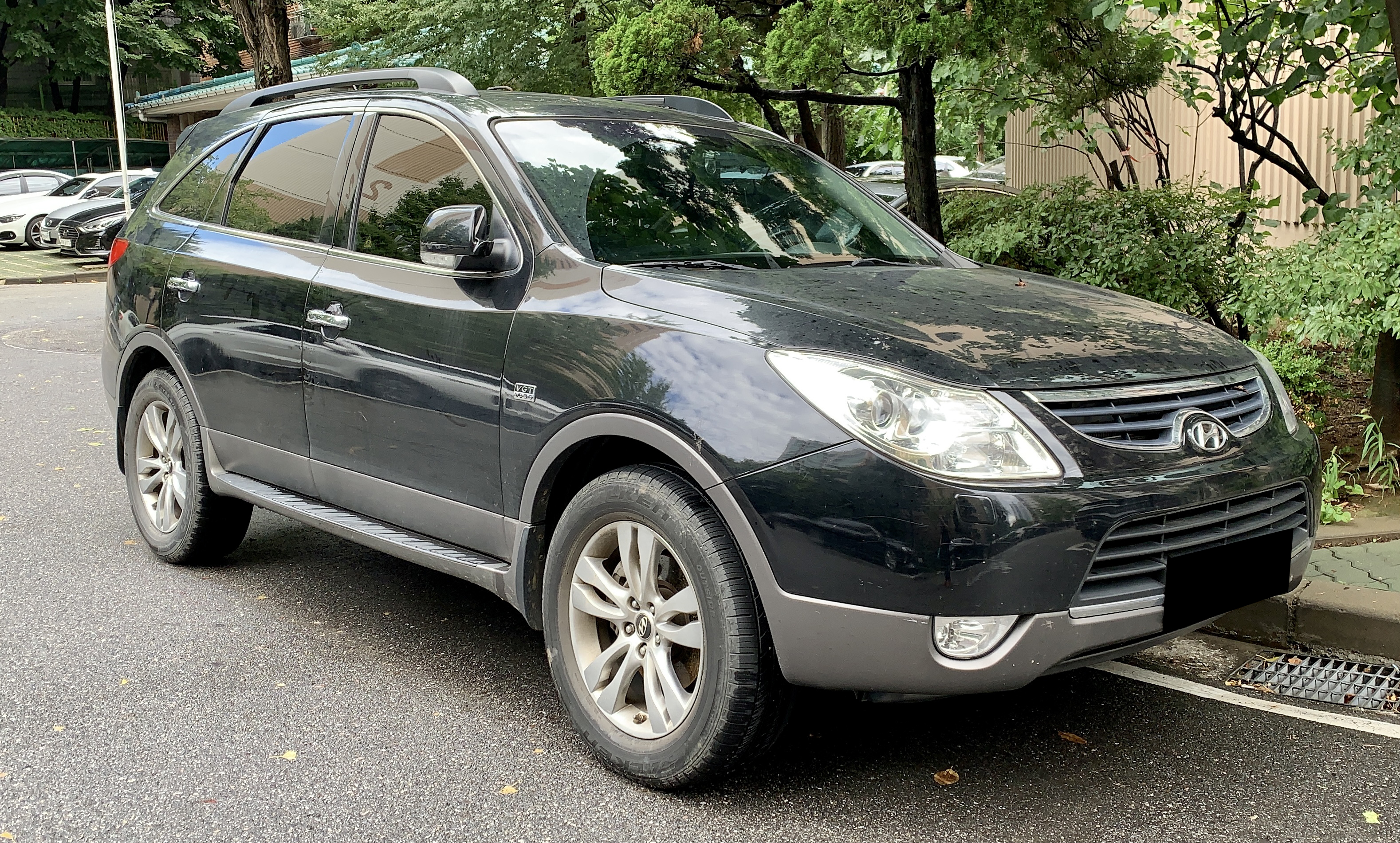
현대 베라크루즈 (후기형) 정측면
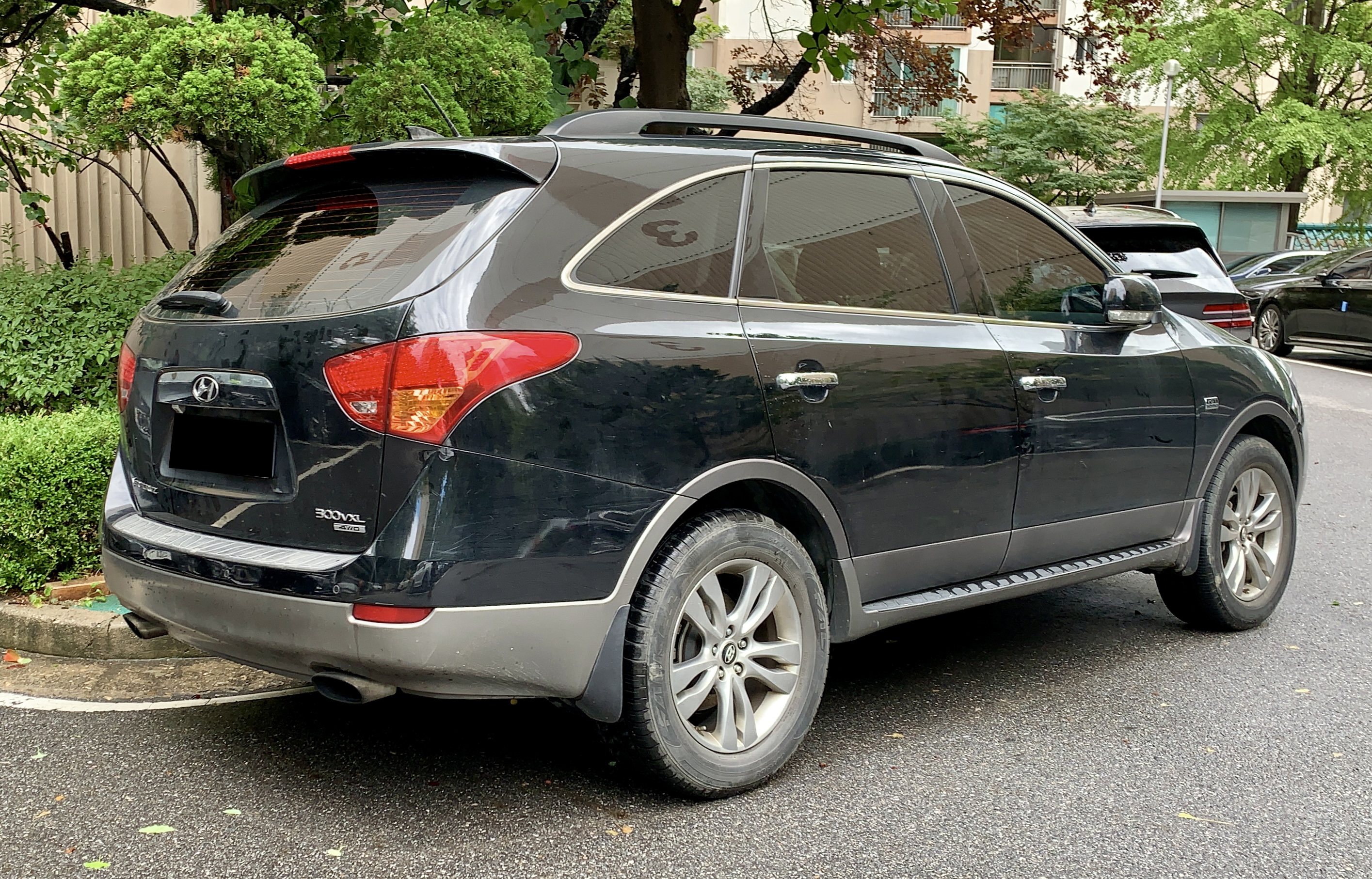
현대 베라크루즈 (후기형) 후측면

| 제원                 | 제원                                                                          | 제원 | 제원 |
| 구분                 | V6 3.0ℓ S VGT (2006년~2011년)                                                 | V6 3.0ℓ S Ⅱ VGT (2012년~2015년)                                                                                               | V6 3.8ℓ 람다 MPI (2007년~2013년)                                                                                  |
| -------------------- | ----------------------------------------------------------------------------- | --- | --- |
| 전장 (mm)            | 4,840                                                                         | 4,840 | 4,840 |
| 전폭 (mm)            | 1,945 1,970(사이드 스텝 적용시)                                               | 1,970 | 1,945(2007년~2012년) 1,970(2007년~2011년 사이드 스텝 적용시) 1,970(2012년~2015년)                                 |
| 전고 (mm)            | 1,750 1,805(2006년~2009년 루프 랙 적용시) 1,795(2009년~2011년 루프 랙 적용시) | 1,795 | 1,750(2007년~2011년) 1,805(2007년~2009년 루프 랙 적용시) 1,795(2009년~2011년 루프 랙 적용시) 1,795(2012년~2015년) |
| 축거 (mm)            | 2,805                                                                         | 2,805 | 2,805 |
| 윤거 (전, mm)        | 1,670                                                                         | 1,670 | 1,670 |
| 윤거 (후, mm)        | 1,670                                                                         | 1,670 | 1,670 |
| 승차 정원            | 7명                                                                           | 7명 | 7명 |
| 변속기               | 자동 6단                                                                      | 자동 6단 | 자동 6단 |
| 서스펜션 (전/후)     | 맥퍼슨 스트럿/멀티 링크                                                       | 맥퍼슨 스트럿/멀티 링크 | 맥퍼슨 스트럿/멀티 링크                                                                                           |
| 구동 형식            | 전륜 구동 4륜 구동                                                            | 전륜 구동 4륜 구동 | 전륜 구동 4륜 구동                                                                                                |
| 엔진 형식            | D6EA                                                                          | D6EB | G6DA |
| 연료                 | 디젤                                                                          | 디젤 | 가솔린 |
| 배기량 (cc)          | 2,959                                                                         | 2,959 | 3,778 |
| 최고 출력 (ps/rpm)   | 240/3,800 (이후 245/3,800으로 변경)                                           | 255/3,800 | 264/6,000 |
| 최대 토크 (kg*m/rpm) | 46.0/1,750~3,500                                                              | 48.0/1,750~3,500 | 35.5/4,500 |
| 연료 탱크 용량 (ℓ)   | 78                                                                            | 78 | 78 |
| 요소수 탱크 용량 (ℓ) | -                                                                             | - | - |
| 공차 중량 (kg)       | 2,030(전륜 구동)/ 2,112(4륜 구동)                                             | 2,035(전륜 구동)/ 2,115(4륜 구동)                                                                                             | 1,970(전륜 구동)/ 2,110(4륜 구동) (이후 2,050(4륜 구동)으로 변경)                                                 |
| 연비 (km/ℓ)          | 11.0(전륜 구동)/ 10.7(4륜 구동)                                               | 13.3(전륜 구동)/ 12.8(4륜 구동) (이후 도심 9.9/고속 13.2/복합 11.2(전륜 구동)/ 도심 9.3/고속 13.2/복합 10.7(4륜 구동)로 변경) | 8.5(전륜 구동)/ 8.1(4륜 구동) (이후 도심 6.3/고속 9.2/복합 7.3(4륜 구동)으로 변경)                                |
| Co2 배출량 (g/km)    | 245(전륜 구동)/ 251(4륜 구동)                                                 | 201(전륜 구동)/ 210(4륜 구동) (이후 180(전륜 구동)/ 189(4륜 구동)로 변경)                                                     | 275(전륜 구동)/ 292(4륜 구동) (이후 293(4륜 구동), 246(4륜 구동)으로 변경)                                        |

### 라인업
2006년~2007년
- 300X (디젤)
- 300VX (디젤)
- 300VXL (디젤)

2007년~2008년
- 300X (디젤)
- 300VX (디젤)
- 300VXL (디젤)
- 380VXL (가솔린)

2008년~2009년
- 300X (디젤)
- 300VX (디젤)
- 300VXL (디젤)
- 380X (가솔린)
- 380VX (가솔린)
- 380VXL (가솔린)

2009년~2012년
- 300X (디젤)
- 300VX (디젤)
- 300VXL (디젤)
- 380VX (가솔린)
- 380VXL (가솔린)

2012년~2013년
- 300X (디젤)
- 300VX (디젤)
- 300VXL (디젤)
- 380VXL (가솔린)

2013년~2013년
- 300VX (디젤)
- 300VXL (디젤)
- 380VXL (가솔린)

2013년~2014년
- 300VX (디젤)
- 300VXL (디젤)

2014년~2015년
- 익스클루시브 (디젤)
- 익스클루시브 스페셜 (디젤)